# Daping (ort i Kina, Hunan, lat 27,34, long 110,30)
Daping är en ort i Kina. Den ligger i provinsen Hunan, i den södra delen av landet, omkring 280 kilometer väster om provinshuvudstaden Changsha. Antalet invånare är 760.
Runt Daping är det tätbefolkat, med 356 invånare per kvadratkilometer. Närmaste större samhälle är Anjiang, 19,9 km väster om Daping. I omgivningarna runt Daping växer i huvudsak blandskog.
Genomsnittlig årsnederbörd är 1 942 millimeter. Den regnigaste månaden är maj, med i genomsnitt 306 mm nederbörd, och den torraste är december, med 60 mm nederbörd.